# Anaconda Standard

L'Anaconda Standard est un journal quotidien fondé en 1889 à Butte (Montana) par Marcus Daly (1841-1900), surnommé le "roi du cuivre", un industriel américain qui a fait fortune dans l'exploitation de l'argent-métal puis du cuivre  avant de fonder un trust mondial avec la Famille Rockefeller.

## Histoire
Lors de son passage sur le Comstock Lode dans les années 1860, Marcus Daly avait constaté le grand rôle joué par la presse dans les communautés minières, en lisant le Territorial Enterprise, journal de la ville de Virginia City (Nevada), où écrivait Mark Twain. La première édition de l'Anaconda Standard est composée de 8 pages de six colonnes et date du 4 septembre 1889, quelques jours avant que le Montana ne devienne un des états de l'Union, porté par une expansion démographique et économique très rapide. Il couvre l'actualité nationale des États-Unis aussi bien que les évènements locaux. Une édition dominicale est pleine d'articles  de magazine sur les sports, la mode et les arts. Marcus Daly rachètera aussi le Great Falls Tribune.
Pour lancer son journal, Marcus Daly investit 30 000 dollars et fait appel à John H. Durston, un ex-professeur de philosophie à la New York University, devenu l'éditorialiste reconnu du Syracuse Standard. En 1888 Durston était parti avec sa famille pour se lancer dans l'exploitation d'une mine d'or à l'est de Butte. Il fait venir au journal, qu'il dirigera jusqu'en 1912, Charles Eggleston, un de ses anciens étudiants et Wally Walsworth, un de ses confrères journalistes de Syracuse. 
Marcus Daly souhaite alors que l'Anaconda Standard soit le digne rival des journaux de Minneapolis et investit dans les technologies dernier cri. D'inspiration démocrate, le journal est lu par les mineurs de la région. Il attaque avec violence l'une des grandes fortunes de la ville, le sénateur William Andrews Clark, qui est aussi un rival personnel de Marcus Daly. L'Anaconda Standard l'accuse de soutenir la candidature d'Helena (Montana) pour devenir la capitale du nouvel état. Ce dernier contre-attaque en finançant un autre journal quotidien, le Butte Miner, qui existait, sous une forme plus modeste, depuis 1876.  
L'Anaconda Standard devient le navire amiral d'un groupe de presse constitué après la mort de Marcus Daly par sa société, l'Anaconda Copper: l'"Anaconda media empire", qui rachète les autres journaux de la région. Composé de 8 journaux édités dans six villes, l'empire sera vendu le 1er juin 1959 pour six millions de dollars à un autre groupe de presse, Lee Enterprises. Le titre existera jusqu'en 1970.